# Гаспари, Мария
Мари́я Гаспа́ри (итал. Maria Gaspari; род. 9 декабря 1991, Пьеве-ди-Кадоре, Венеция) — итальянская кёрлингистка.

## Достижения
- Чемпионат Италии по кёрлингу среди женщин: золото (2011), серебро (2013), бронза (2012).
- Чемпионат Италии по кёрлингу среди смешанных команд: золото (2011), бронза (2010).
- Чемпионат Италии по кёрлингу среди юниоров: золото (2011, 2013), серебро (2012).

## Команды
| Сезон                                          | Четвёртый          | Третий             | Второй            | Первый             | Запасной                                              | Турниры                              |
| ---------------------------------------------- | ------------------ | ------------------ | ----------------- | ------------------ | ----------------------------------------------------- | ------------------------------------ |
| 2012—13                                        | Диана Гаспари      | Джорджия Аполлонио | Кьяра Оливьери    | Клаудия Альвера    | Мария Гаспари тренеры: Антонио Менарди, Фабио Альвера | ЧЕ 2012 (6 место) ЧМ 2013 (10 место) |
| 2015—16                                        | Федерика Аполлонио | Стефания Менарди   | Кьяра Оливьери    | Клаудия Альвера    | Мария Гаспари тренер: Вольфганг Бурба                 | ЧЕ 2015 (11 место)                   |
| 2015—16                                        | Федерика Аполлонио | Стефания Менарди   | Кьяра Оливьери    | Мария Гаспари      | Клаудия Альвера тренер: Брайан Грей                   | ЧМ 2016 (12 место)                   |
| Кёрлинг среди смешанных команд (mixed curling) |                    |                    |                   |                    |                                                       |                                      |
| 2011—12                                        | Вальтер Бомбассеи  | Кьяра Оливьери     | Marco Constantini | Giorgia Casagrande | Massimo Antonelli, Мария Гаспари                      | ЧЕСК 2011 (6 место)                  |

(скипы выделены полужирным шрифтом)